# M.O. (collection)
Pour les articles homonymes, voir MO.
 (octobre 2016).
La collection "M.O.", dont les lettres signifient Mutation, Orientations, est une collection de livre de poche éditée chez Casterman  qui fut dirigée par Michel Ragon[Quand ?]. Elle deviendra la collection Synthèses contemporaines par la suite.
Elle comportait le descriptif suivant : « « L'ère du monde en mouvement s'ouvre et la pensée de Valéry sur la fin du monde fini doit être prolongé : c'est l'âge des structures en mouvement qui commence », écrit Louis Armand. Notre génération vit une explosion des idées, des mœurs, de toutes les structures mentales et sociales, à la fois angoissante et passionnante. La collection "M.O." - Mutations et Orientations - se propose, en choisissant des auteurs parmi les spécialistes les plus avertis, de repenser chaque question, de l'actualiser et d'en tirer les perspectives ou sa prospective. La collection "M.O." ne publie que des inédits. »

## Liste des ouvrages parus dans la collection
La liste des ouvrages parus dans cette collection comporte les titres suivants :
| No | Auteur                   | Titre                                                               | Année de parution dans la collection |
| -- | ------------------------ | ------------------------------------------------------------------- | ------------------------------------ |
| 01 | Vasarely, Victor         | Plasti-cité. L’œuvre plastique dans la vie quotidienne (2e édition) | –                                    |
| 02 | Lupasco, Stéphane        | La Tragédie de l'énergie                                            | –                                    |
| 03 | Fourastié, Jean          | Des loisirs : pourquoi faire (2e édition)                           | –                                    |
| 04 | Ménétrier, Jacques       | La Médecine en mutation                                             | –                                    |
| 05 | Friedman, Yona           | L'Architecture mobile                                               | –                                    |
| 06 | Luquet, Charles          | L'Europe satellisée ou l'agression permanente                       | –                                    |
| 07 | Joyeux, Maurice          | L'Anarchie et la Révolution de la jeunesse                          | –                                    |
| 08 | Schaeffer, Pierre        | L'Avenir à reculons                                                 | 1970                                 |
| 09 | Bergier, Jacques         | Aux limites du connu                                                | –                                    |
| 10 | Giraudon, René           | Démence et Mort au théâtre                                          | –                                    |
| 11 | Xenakis, Iannis          | Musique. Architecture                                               | –                                    |
| 12 | Viallet, François-Albert | Zen, L'Autre Versant                                                | –                                    |
| 13 | Ragon, Michel            | L'Art : pour quoi faire?                                            | –                                    |
| 14 | Daix, Pierre             | Structuralisme et Révolution culturelle                             | –                                    |
| 15 | Duvignaud, Jean          | Le Théâtre et après                                                 | –                                    |
| 16 | Keim, Jean A.            | La Photographie et l'Homme                                          | –                                    |
| 17 | Lefebvre, Henri          | La pensée marxiste et la Ville                                      | –                                    |
| 18 | Berger, René             | Art et Communication                                                | –                                    |
| 19 | Pousseur, Henri          | Musique. Sémantique. Société                                        | –                                    |
| 20 | Gaudibert, Pierre        | Action culturelle : Intégration et/ou subversion                    | 1972                                 |